# 蒂亞
蒂亞（Tiya）是埃塞俄比亞南方各族州的小鎮，位於阿迪斯阿貝巴以南，附近的考古遺址在1980年成為联合国教科文组织世界遺產。
根據埃塞俄比亞中央統計局2005年的資料，蒂亞人口約3,363，其中男性1,615人，女性1,748人。

## 登录基准
该世界遗产被认为满足世界遺產登錄基準中的以下基準而予以登錄：
- （i）表现人类创造力的经典之作。
- （iv）关于呈现人类历史重要阶段的建筑类型，或者建筑及技术的组合，或者景观上的卓越典范。

## 延伸閱讀
- Roger Joussaume (editor), Tiya, l'Éthiopie des Mégalithes, du Biface a l'Art Rupestre dans laCorne d'Afrique (Paris: UNESCO/CNS, 1995).

## 外部連結
- UNESCO Tiya Site （页面存档备份，存于）